# Patrik Čarnota
Patrik Čarnota (* 10. října 1986, Stará Ľubovňa) je slovenský fotbalový záložník nebo obránce, od ledna 2016 hráč rakouského SV Gaflenz. Jeho bratr Ján Čarnota je taktéž fotbalistou.

## Klubová kariéra
Svoji fotbalovou kariéru začal v Staré Ľubovňě, odkud ještě jako dorostenec zamířil do Bardejova a později do Prešova. V roce 2006 přestoupil do KS Glinik/Karpatia Gorlice a o rok později podepsal Dolný Kubín a následně zamířil do Trnavy. V srpnu 2013 přestoupil do polského druholigového klubu GKS Tychy, kde se dohodl na roční smlouvě. Po půl roce v mužstvu předčasně skončil a vrátil se do Trnavy.
V lednu 2016 odešel do čtvrtoligového rakouského klubu SV Gaflenz.